# Circuito Nuestra Señora del Portal
Le Circuito Nuestra Señora del Portal est une course cycliste espagnole qui se déroule au mois de septembre autour de Villaviciosa, dans les Asturies. Créée en 1912, il s'agit de l'une des plus anciennes épreuves cyclistes d'Espagne,. Elle est organisée par le CC Villaviciosa.

## Parcours
Depuis 2017, la course se tient sur un circuit urbain et pratiquement plat de 1,2 kilomètres à plusieurs tours, avec des modalités différentes selon les catégories,. 

## Palmarès depuis 2004

### Élites Hommes
| Année     | Vainqueur             | Deuxième                 | Troisième             |
| --------- | --------------------- | ------------------------ | --------------------- |
| 2004      | Victor Gómez Colinas  | Gustavo Rodríguez        | Lucas Sebastián Haedo |
| 2005-2008 | ?                     | ?                        | ?                     |
| 2009      | Johnnie Walker        | Ibon Zugasti             | Víctor Manuel Jiménez |
| 2010      | Ramón Domene          | Jonathan González        | Enzo Josué            |
| 2011      | Walter Pérez          | Ignacio Pérez            | Ignacio Pereyra       |
| 2012      | Marcos Crespo         | Jesús Herrero            | Laureano Rosas        |
| 2013      | Julián Gaday          | Sebastián Tolosa         | Jesús Herrero         |
| 2014      | Piotr Brożyna         | Óscar González del Campo | Ángel Sánchez         |
| 2015      | José Manuel Gutiérrez | David Francisco          | Sergio Pérez          |
| 2016      | David Casillas        | Julen Amarika            | Diego Fernández       |
| 2017      | Elías Tello           | Aliaksandr Piasetski     | Vladislav Bakumenko   |
| 2018      | Aliaksandr Piasetski  | Daniel Ania              | Mario Junquera        |
| 2019      | Mario Junquera        | Miguel Ángel Fernández   | Alejandro Hernández   |
| 2020-2021 | Pas organisé          | Pas organisé             | Pas organisé          |
| 2022      | Mario Junquera        | Cristian Lapido          | Aser Estévez          |
| 2023      | Cristian Lapido       | Mario Junquera           | Yago Segovia          |

### Élites Femmes
| Année | Vainqueur       | Deuxième        | Troisième      |
| ----- | --------------- | --------------- | -------------- |
| 2017  | Lucía González  | Alicia González | Paula Díaz     |
| 2018  | Alicia González | Carla Nafría    | Lucía González |
| 2019  | Nerea Nuño      | Aida Nuño       | Sara Cueto     |

### Juniors Hommes
| Année | Vainqueur               | Deuxième         | Troisième            |
| ----- | ----------------------- | ---------------- | -------------------- |
| 2017  | Yago Segovia            | Sinuhe Fernández | Pablo García Sánchez |
| 2018  | Jorge González Segurado | Yeray Martínez   | Pablo García Sánchez |
| 2019  | Jorge González Segurado | Ramón Fernández  | Pablo Uría           |

### Juniors Femmes
| Année | Vainqueur           | Deuxième       | Troisième    |
| ----- | ------------------- | -------------- | ------------ |
| 2017  | Paula de Pablo Ruiz |                |              |
| 2018  | María del llano     | Ainara Álvarez | Paula Alonso |

### Cadets Hommes
| Année | Vainqueur               | Deuxième             | Troisième                    |
| ----- | ----------------------- | -------------------- | ---------------------------- |
| 2017  | Jorge González Segurado | Pablo Uría           | Guillermo Fernández Pedregal |
| 2018  | Gabriel Llamazares      | Mario Palacio        | Hugo Rodríguez               |
| 2019  | Hugo Rodríguez          | Pablo Fernández Ruiz | Marco Padierna               |

### Cadets Femmes
| Année | Vainqueur       | Deuxième        | Troisième   |
| ----- | --------------- | --------------- | ----------- |
| 2017  | María del Llano | Ainara Álvarez  | Lidia Calva |
| 2018  | Lydia Pinto     | Celia Fernández |             |
| 2019  | Selena Barreiro | Lydia Pinto     |             |